# Nani Soares
Nanissio Justino Mendes Soares, semplicemente noto come Nani Soares (Bissau, 17 settembre 1991) è un calciatore guineense, centrocampista del Pegeia 2014.

## Carriera

### Club
Ha giocato nei campionati portoghese e cipriota.

### Nazionale
Ha esordito in nazionale nel 2016 ed è stato convocato per la Coppa d'Africa 2017.